# Bartonella
Bartonella — рід грам-негативних протеобактерій порядку Rhizobiales, єдиний у родині Bartonellaceae.

## Патофізіологія
Факультативні внутрішньоклітинні паразити. Основними господарями є ссавці, проміжними — кровосисні членистоногі (кліщі, блохи, москіти та комарі). Вісім видів можуть паразитувати в людях. Вони є збудниками низки захворювань людини — бартонельозів: хвороби котячих подряпин, системного бартонельозу, волинської гарячки, бацилярного ангіоматозу, бацилярного пурпурного гепатиту та ендокардиту. Бактерії вражають клітини ендотелію. Кожні п'ять днів частина бактерій в ендотеліальних клітинах вивільняється в кровотік, де вони заражають еритроцити. Потім бактерії вторгуються в фагосомну мембрану всередині еритроцитів, де вони розмножуються до досягнення критичної щільності популяції.

## Види
- B. acomydis
- B. alsatica
- B. ancashensis
- B. apis
- B. australis
- B. bacilliformis
- B. birtlesii
- B. bovis (syn.B. weissii)
- B. callosciuri
- B. capreoli
- B. chomelii
- B. clarridgeiae
- B. coopersplainsensis
- B. doshiae
- B. elizabethae
- B. florencae
- B. fuyuanensis
- B. grahamii
- B. heixiaziensis
- B. henselae
- B. jaculi
- B. japonica
- B. koehlerae
- B. naantaliensis
- B. pachyuromydis
- B. peromysci
- B. phoceensis
- B. queenslandensis
- B. quintana
- B. rattaustraliani
- B. rattimassiliensis
- B. rochalimae
- B. schoenbuchensis
- B. senegalensis
- B. silvatica
- B. silvicola
- B. talpae
- B. tamiae
- B. taylorii
- B. tribocorum
- B. vinsonii
  - spp. arupensis
  - spp. berkhoffii
  - spp. vinsonii
- B. washoensis
- Candidatus B. antechini
- Candidatus B. bandicootii
- Candidatus B. breitschwerdtii
- Candidatus B. durdenii
- Candidatus B. eldjazairii
- Candidatus B. mayotimonensis
- Candidatus B. melophagi
- Candidatus B. merieuxii
- Candidatus B. monaxi
- Candidatus B. rudakovii
- Candidatus B. thailandensis
- Candidatus B. volans
- Candidatus B. woyliei